# Vinha
Vinha (tidigare MTV 6 i finländsk tjänst) var en finländsk motortorpedbåt av Thornycraft-typ som tjänstgjorde under andra världskriget. Fartyget var byggt i Finland.
Thornycraftmotortorpedbåtarna avfyrade sina torpeder genom att fälla dem efter båten och sedan gira undan. Detta kunde vara ganska knepigt i de trånga farvattnen i Finska viken.
År 1942 hade de fyra Thornycroftbåtarna bilder av esskort målade på sina styrhytter. Nuoli hade hjärter ess, Vinha hade klöver ess, Syöksy hade ruter ess och Raju spader ess.
Den 18 november 1942 gjorde de finländska torpedbåtarna Syöksy, Vinha och Vihuri och en minläggande KM-båt ett djärvt anfall mot Lövskärs hamn och Syöksy lyckades sätta en torped i sidan på den sovjetiska kanonbåten Krasnoje Znamja (1 760 ton) som sjönk i hamnbassängen.
År 1943 överfördes den föråldrade Vinha till Ladoga och utrustades med en 20mm kanon och tre minor.

## Båtar av klassen
- Syöksy
- Nuoli
- Vinha
- Raju